# 제명의결
제명의결이란 의회에서 의원직을 박탈하는 결의이다.

## 사례
Y구 의회의원 甲은 평소 의원간담회나 각종 회의 때 동료의원의 의견을 무시한 채 자기만의 독단적인 발언과 주장으로 회의분위기를 망치고, ‘Y구 의회는 탄압의회’라고 적힌 현수막을 Y구 청사현관에 부착하고 홀로 철야농성을 하였으며, 만취한 상태에서 공무원의 멱살을 잡는 등 추태를 부려 의원으로서의 품위를 현저히 손상하였다. 이에 Y구 의회는 甲 을 의원직에서 제명하는 의결을 하였다.